# Бектауський сільський округ
Бекта́уський сільський округ (каз. Бектау ауылдық округі, рос. Бектауский сельский округ) — адміністративна одиниця у складі Шортандинського району Акмолинської області Казахстану. Адміністративний центр — село Бектау.
Населення — 1865 осіб (2021; 1958 у 2009, 1902 у 1999, 2131 у 1989).
Станом на 1989 рік існувала Казциковська сільська рада (села Баришевка, Комсомольське, Конкринка, Совєтське). 2008 року Казциковський сільський округ отримав сучасну назву.

## Склад
До складу округу входять такі населені пункти:
| Населений пункт | Населення, осіб (1989) | Населення, осіб (1999) | Населення, осіб (2009) | Населення, осіб (2021) |
| --------------- | ---------------------- | ---------------------- | ---------------------- | ---------------------- |
| Бектау, село    | 1448                   | 1329                   | 1414                   | 1301                   |
| Каражар, село   | 198                    | 134                    | 102                    | 67                     |
| Конкринка, село | 249                    | 228                    | 193                    | 167                    |
| Миктиколь, село | 236                    | 211                    | 249                    | 330                    |